# Soebatsfontein
Soebatsfontein is een dorpje gelegen in de gemeente Kamiesberg in de regio Namakwaland in de Zuid-Afrikaanse provincie Noord-Kaap. Het ligt 80 km zuidwestelijk van Springbok en 48 km noordwestelijk van Kamieskroon.

## Geschiedenis
De naam van Soebatsfontein is ontstaan toen in 1798 Hendrik Stievert gevangen was genomen door bosjesmannen, onder bevel van Barend Goeieman, bij de fontein (bron). Hendrik was toen de voorman van de boerderij van weduwe Van der Westhuizen. Zijn Khoikhoi veewachters hoorden hem tevergeefs soebatten voor zijn leven. Vandaag de dag komen bij de fontein de grenzen bij elkaar van zeven boerderijen.